# Ювенологія
Ювеноло́гія — наука про юність, молодість і спосіб життя молодого покоління. Ювенологія — наукова база молодіжної політики, що забезпечує посилення позитивних і подолання деструктивних тенденцій, відчуження, біосоціальної деградації, морально-психологічної дезадаптації і дегуманізації молоді. Ювенологія як наука об'єктивно зумовлена потребами дослідження закономірностей прогресу — регресу молоді у філогенезі — онтогенезі, які відображають діалектику залежності соціально-політичних, демографічних, морально-психологічних і інтелектуально-творчих характеристик молоді від умов і факторів соціогенезу, біогенезу і ноогенезу.
Науково-методологічна основа розвитку ювенології — філософія гуманізму і демократії. Зміст і науково-категоріальний апарат ювенології обумовлені її специфікою як єдиної цілісної науки про напрямки та закономірності суспільного становлення сучасної молоді, а також про історію, теорію і практику розвитку молодіжних рухів.